# Tòa án tối cao Singapore
Tòa án tối cao nước Cộng hòa Singapore là một trong hai bậc của hệ thống tòa án Singapore, bậc kia là Tòa án sơ thẩm.
Tòa án tối cao, bao gồm Tòa án thượng thẩm và Tòa án cao đẳng, có quyền xét xử tố tụng hình sự và dân sự, Tòa thượng thẩm xem xét kháng cáo với phán quyết Tòa cao đẳng, ngoài ra còn có thể quyết định vấn đề pháp lý và mọi vấn đề pháp lý quan hệ với công ích xuất hiện trong quá trình kháng cáo phán quyết Tòa sơ thẩm theo yêu cầu của Tòa cao đẳng.
Quyền hạn của Tòa cao đẳng như sau: tố tụng dân sự có thể tiến hành nếu giá trị vượt quá $250,000, việc chứng nhận di chúc nếu giá trị di sản vượt quá $3,000,000 hay vụ việc liên quan đến chứng nhận lại chứng thư di chúc nước ngoài; ngoài ra vấn đề phụ trợ trong tố tụng gia đình mà giá trị tài sản vượt quá $1,500,000 thì Tòa cao đẳng xem xét
Tố tụng hình sự về tội có tử hình hay phạt tù nhiều hơn mười năm tiến hành ở Tòa cao đẳng, tội không thể tại ngoại cũng thường xét xử. Như luật, Tòa cao đẳng có quyền xét xử mọi tố tụng ở Singapore.

## Lịch sử
Tiền nhiệm sớm nhất của Tòa án tối cao là Tòa án Tân Thành, Singapore và Malacca do Hiến chương tư pháp thứ hai thành lập, ban hành như thư chuyên lợi vào ngày 27 tháng 11 năm 1826, bao gồm Thống đốc khu thuộc địa eo biển, các công sứ thường vụ của khu thuộc địa, là nơi tòa án ở, và thẩm phán khác tên là Thẩm phán tuần hồi. Hiến chương tư pháp thứ ba ngày 12 tháng 8 năm 1855 cải tổ tòa án và cho Khu thuộc địa thêm hai Thẩm phán tuần hồi, một cho Tân Thành và một cho Singapore cùng Mã Lục Giác.

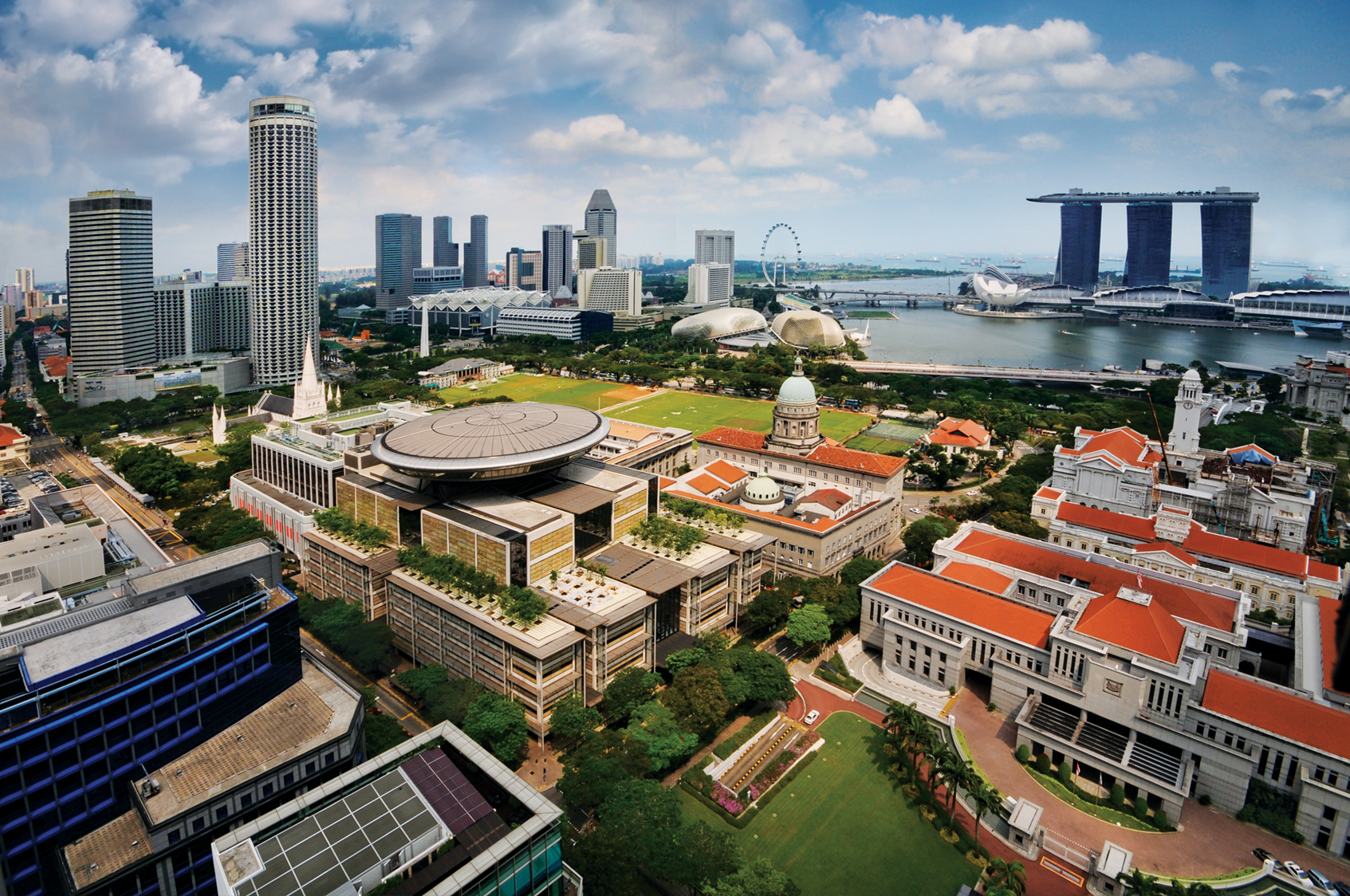
Ảnh từ không trung của quận hành chính Singapore (Civic District), với Tòa án tối cao Singapore (có hình đĩa tròn) ở giữa). Tòa nhà Tòa án Tối cao cũ (giữa bên phải, có mái vòm) và Tòa nhà Quốc hội (bên phải, với mái màu cam)

Sau khi tổ chức lại thành Khu thuộc địa vương thất, hữu hiệu từ ngày 1 tháng 4 năm 1867, thì Tòa án biến thành Tòa án tối cao Khu thuộc địa eo biển. Thống đốc và công sứ thường vụ ngừng làm thẩm phán, sau khi có sửa đổi thêm vào năm 1873 thì bây giờ bao gồm hai Ban: Ban Singapore cùng Mã Lục Giác bao gồm Chánh tòa tối cao và Thẩm phán cao cấp, Ban Tân Thành bao gồm Thẩm phán Tân Thành và Thẩm phán sơ cấp. Tòa án tối cao nhận được thẩm quyền xét xử tố tụng dân sự như tòa thượng thẩm, vào năm 1878 thẩm quyền và quyền cư trú của thẩm phán mở rộng, bãi bỏ ngầm tính phân chia địa lý của tòa. Kháng cáo phán quyết Tòa án tối cao do Tòa thượng thẩm Anh Quốc xét xử, sau đó do Hội đồng nữ hoàng, sau đó do Ủy ban tư pháp Viện cơ mật.
Do luật thông qua vào năm 1885 mà Tòa án tối cao bao gồm Chánh tòa tối cao và ba thẩm phán, năm 1907 cải tổ đáng kể, bây giờ có hai ban, một ban sơ thẩm tố tụng hình sự và dân sự, một ban thượng thẩm.
Khi Singapore bị Nhật Bản chiếm đóng (1942 - 1945), mọi tòa án hoạt động theo Anh Quốc bị tòa án do Chính quyền quân sự thay thế, Cầm pháp viện Chiêu Nam (Tòa án tối cao) thành lập vào ngày 29 tháng 5 năm 1942, có Tòa thượng thẩm nhưng không bao giờ triệu tập. Sau khi Đệ nhị thế chiến kết thúc, tòa án tiền chiến khôi phục, hệ thống tòa án không thay đổi khi Khu thuộc địa eo biển bị giải tán và Singapore trở thành Khu thuộc địa, ngoại trừ việc Tòa án tối cao Khu thuộc địa eo biển đổi tên thành Tòa án tối cao Singapore.

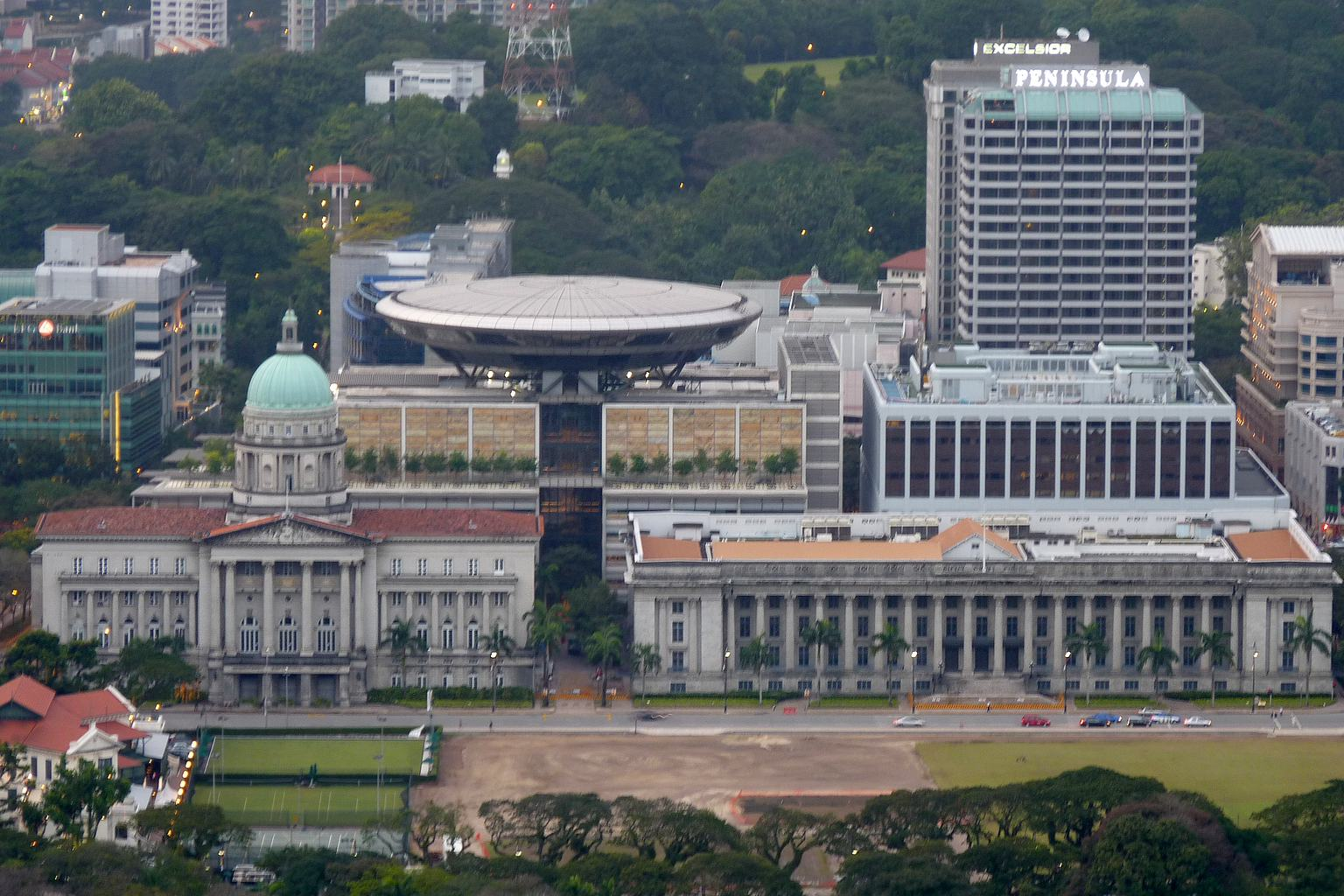
Tối cao pháp viện đại hạ (tiền cảnh bên trái), Trụ sở Tòa án tối cao hiện tại (giữa) và Tòa thị chính (tiền cảnh bên phải) nhìn từ trên không.

Singapore giành độc lập tách khỏi Anh Quốc bằng cách gia nhập Malaysia vào năm 1963, quyền tư pháp Malaysia giao cho Tòa án liên bang, Tòa án cao đẳng Malaysia, Tòa án cao đẳng Borneo (bây giờ Tòa án cao đẳng Sabah và Sarawak) và Tòa án cao đẳng Singapore (thay thế Tòa án tối cao thuộc địa). Kháng cáo phán quyết Tòa cao đẳng Singapore do Tòa án liên bang ở Cát Long Pha Liên xét xử, sau đó do Viện cơ mật. Tư cách thành viên không sống lâu, vào năm 1965 Singapore rời bỏ mà trở thành nước cộng hòa độc lập, tuy nhiên Tòa cao đẳng vẫn là một phần của hệ thống tòa án Malaysia đến năm 1969, khi Luật tòa án tối cao ban hành để chính quy hóa hệ thống tòa án. Hữu hiệu ngày 9 tháng 1 năm 1970, đạo luật ấn định rằng Tòa án tối cao bao gồm Tòa án thượng thẩm, Tòa án thượng thẩm hình sự và Tòa án cao đẳng, Ủy ban tư pháp Viện cơ mật vẫn là tòa thượng thẩm cao nhất đến khi Tòa thượng thẩm có thẩm quyền hình sự và dân sự thành lập, khả năng kháng cáo lên Ủy ban bị bãi bỏ hoàn toàn vào năm 1994.
Lại Tú Châu là nữ Thẩm phán Tòa án tối cao đầu tiên, nhậm chức vào ngày 30 tháng 4 năm 1994.

## Việc tổ chức tòa án
Điều 93 Hiến pháp giao quyền tư pháp cho Tòa án tối cao và các Tòa án sơ thẩm, Chánh tòa tối cao là lãnh đạo tư pháp.
Tòa án tối cao là tòa án thượng cấp ghi chép, nghĩa là thẩm quyền xét xử tố tụng hình sự và dân sự vô hạn so với Tòa sơ thẩm và có quyền xét xử kháng cáo, là tòa ghi chép thì giữ hồ sơ tố tụng vĩnh viễn. Tòa thượng thẩm là ban trên, Tòa cao đẳng là ban dưới.

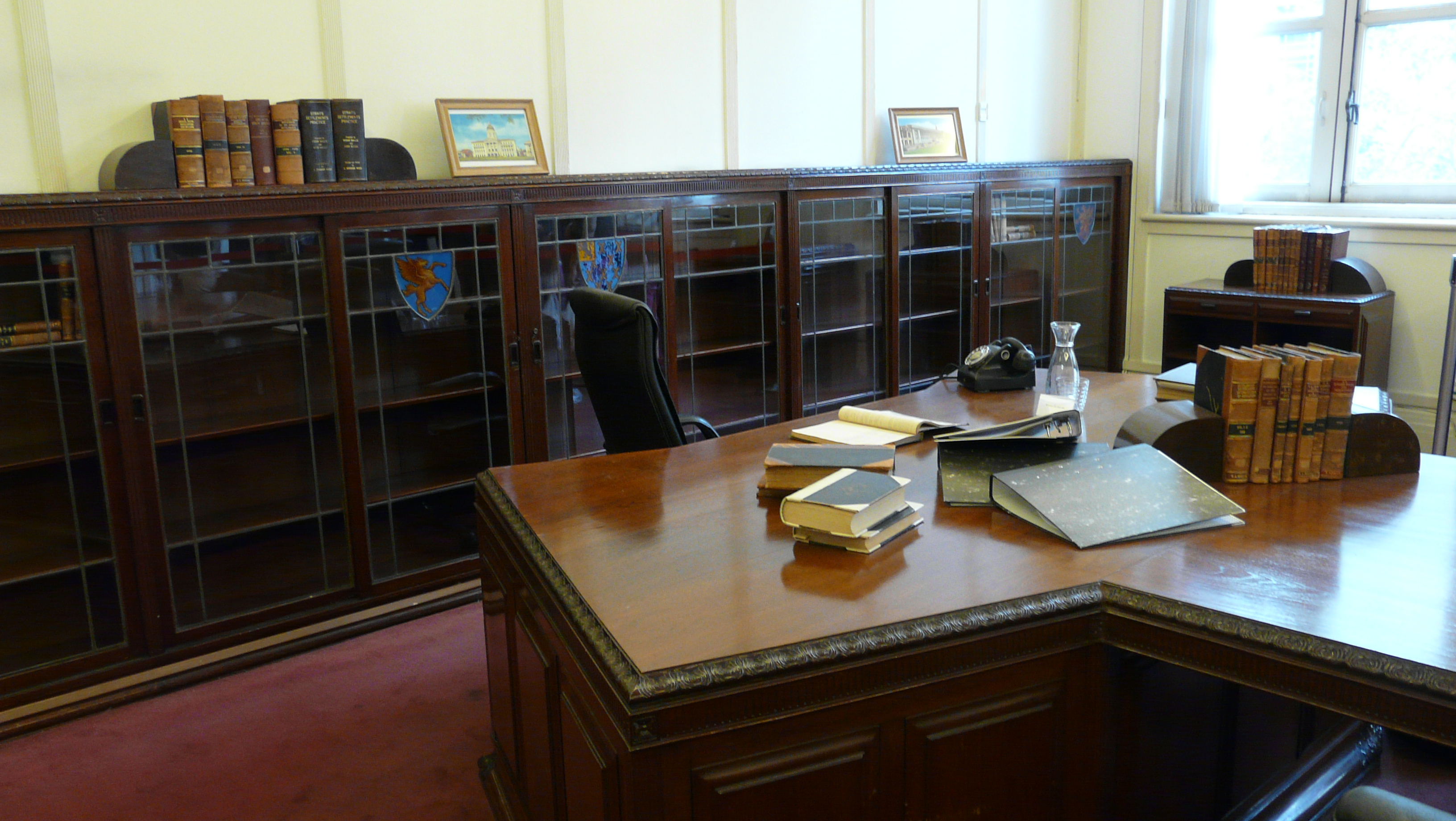
Văn phòng Chánh tòa tối cao ở Tối cao pháp viện đại hạ

Tòa án tối cao bao gồm Chánh tòa tối cao, các Thẩm phán thượng thẩm, các Thẩm phán, Ủy viên sơ thẩm, mọi thành viên đều do Tổng thống bổ nhiệm theo khuyên bảo của Tổng lý, trước đấy Thủ tướng phải thỉnh thị Chánh tòa thì mới được khuyến cáo. Một người có tư cách làm Thẩm phán Tòa án tối cao nếu có tư cách trong 10 năm theo Luật nghề nghiệp pháp lý hay làm thành viên Ngành pháp lý Singapore mười năm.
Tòa án thượng thẩm bao gồm Chánh tòa tối cao, là Viện trưởng, và các Thẩm phán thượng thẩm, Chánh tòa có thể yêu cầu Thẩm phán cao đẳng làm Thẩm phán thượng thẩm để xét xử kháng cáo nhất định. Theo quyền chỉ định Thẩm phán thượng thẩm làm Phó viện trưởng, Triệu Tích Sân làm Phó viện trưởng từ ngày 18 tháng 4 năm 2008. Tòa án cao đẳng bao gồm Chánh tòa và các Thẩm phán cao đẳng cùng các Ủy viên tư pháp có cùng thẩm quyền và miễn trừ.
Khi xét xử kháng cáo, thường thì ba Thẩm phán thượng thẩm tham gia mà một là Chánh tòa, nếu cần thiết như khi có vụ khó hay quan trọng bất thường, năm hoặc số lượng  thẩm phán lẻ lớn hơn có thể tham gia. Những kháng cáo nhất định, bao gồm những cáo chống lệnh trung gian, có thể do chỉ hai thẩm phán xét xử, tố tụng ở tòa quyết định theo quan điểm của đa số thành viên tham gia, nếu chỉ có hai thẩm phán mà cả hai không đồng ý thì kháng cáo không chấp nhận và phán quyết duy trì. Tố tụng ở Tòa cao đẳng do một thẩm phán xét xử, trừ phi luật quy định khác, Thẩm phán thượng thẩm có thể làm Thẩm phán cao đẳng.

## Việc quản lý tòa án

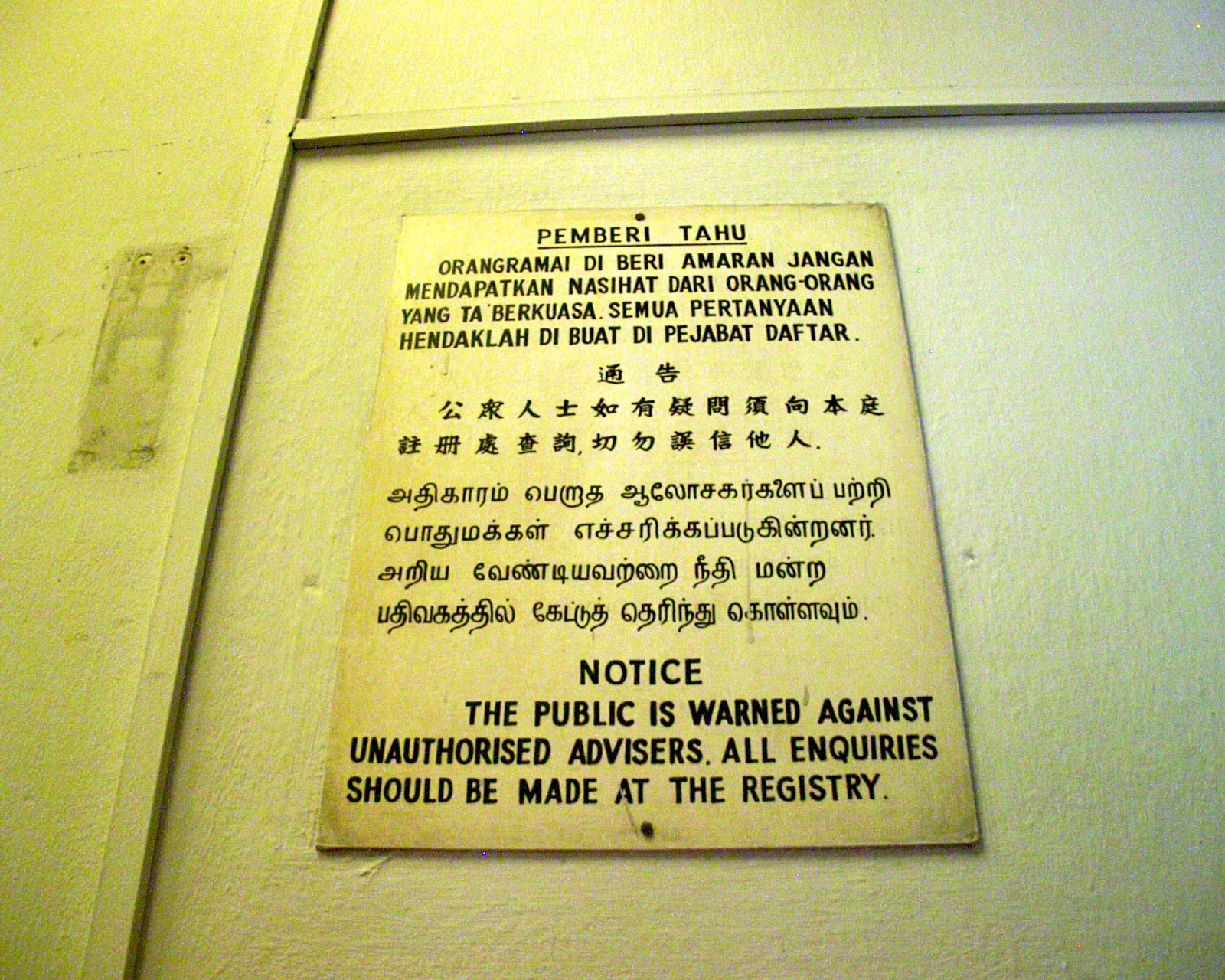
Biển báo ở Tối cao pháp viện đại hạ khuyên công chúng thẩm tra ở Văn phòng thư ký Tòa án tối cao thay vì người trái phép

Văn phòng đăng ký đảm nhiệm quản lý Tòa án tối cao, làm những việc như tiếp nhận và lưu trữ tài liệu tòa án và giao cho thẩm phán dùng trong phiên tòa, văn phòng do Đăng ký viên lãnh đạo, có Phó đăng ký viên, Trợ lý đăng ký cao cấp và Trợ lý đăng ký giúp đỡ, các nhân viên đều do Tổng thống bổ nhiệm theo tiến cử của Chánh tòa tối cao và là thành viên Ngành tư pháp của Ngành pháp lý Singapore. Ngoài trách nhiệm quản lý, đăng ký viên tham gia những công việc nhất định của tòa như đánh giá thiệt hại, xem xét đơn phá sản, vấn đề lệnh trung gian và hội nghị tiền xử, đăng ký viên còn có thể bổ nhiệm làm Thẩm phán sơ thẩm, cho phép tiến hành điều tra sơ bộ mà xem có đủ lý do để truy tố bị cáo ở Tòa cao đẳng vì tội hình hay không. Văn phòng đăng ký cũng có tuyên thệ viên, thông dịch viên, thư ký và phục vụ viên lệnh trạng, thư ký luật, làm việc theo quyền của Chánh tòa, giúp đỡ Thẩm phán và Ủy viên tư pháp với nghiên cứu pháp lý, đặc biệt cho việc của Tòa thượng thẩm.
Ngày 1 tháng 2 năm 2013, chức vị Thủ trưởng quản lý tư pháp thành lập, nhiệm vụ chính bao gồm giám sát việc quản lý và hoạt động Tòa án tối cao.

## Lịch

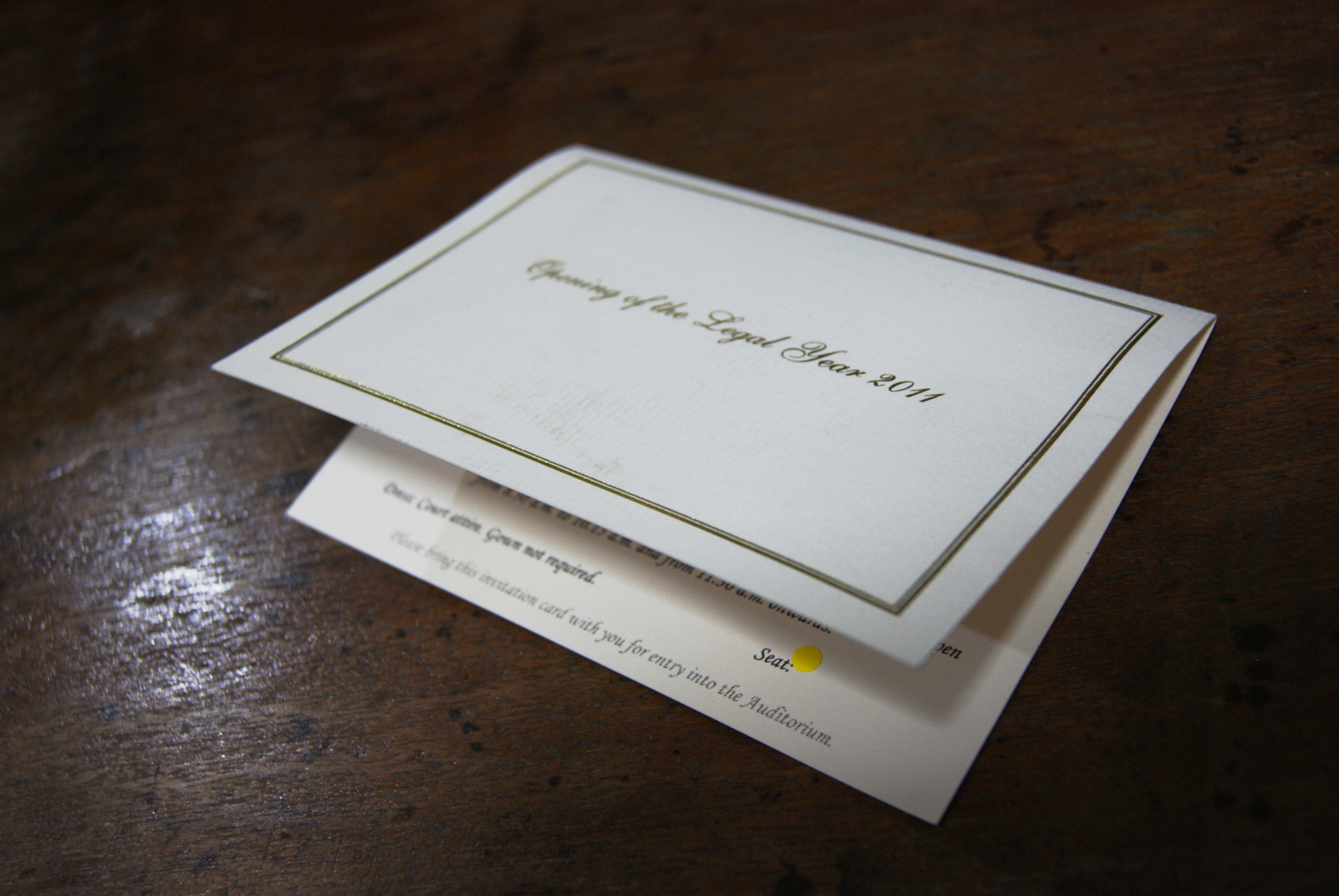
Giấy mời tham dự Lễ khai mạc năm pháp lý 2011, tổ chức vào ngày 7 tháng 1

Chánh tòa tối cao có quyền định ngày xét xử của Tòa cao đẳng và Tòa thượng thẩm, phân công cho các thẩm phán và sắp xếp kỳ nghỉ của Tòa án tối cao, không quá hai tháng mỗi năm. Thường thì Tòa cao đẳng và Tòa chung thẩm xét xử xuyên năm, ngoại trừ giữa năm (cuối tháng 5 đến cuối tháng 6) và kỳ nghỉ cuối năm (đầu tháng 12 đên đầu tháng 1).
Lễ khai mạc năm pháp lý mới thường tổ chức vào thứ Bảy đầu tiên trong tháng 1, nhưng vào năm 2011 thì tổ chức vào  thứ Sáu đầu tiên, chính thức thì là phiên tòa, nhưng luật sư không cần phải mặc trường bào. Trong buổi lễ, Tổng chưởng lý và Chủ tịch Hội pháp luật diễn thuyết, Chánh tòa tối cao trả lời bằng diễn văn mình và công bố tên của luật sư bổ nhiệm làm Luật sư cao cấp, diễn văn tóm tắt phát triển pháp lý của năm và nhìn về tương lai. Theo truyền thống, Tổng chưởng lý và Chủ tịch hội cam đoan rằng pháp vụ quan và luật sư sẽ tiếp tục ủng hộ tòa án và hợp tác với nhau.
Lễ khai mạc năm pháp lý bắt nguồn từ lễ khai mạc tòa án tuần hồi đầu tiên của năm, tổ chức vào thế kỷ 19 khi Singapore do Công ty Đông Ấn quản trị, là tòa hình định kỳ thành lập ở nước. Lễ ngưng làm trong vài năm nhưng khôi phục vào năm 1923, lễ năm đó có Chánh tòa tối cao kiểm tra đội nghi trượng đạo Sikh do đội trưởng chỉ huy ngoài Tòa án tối cao, sau đó gặp Đăng ký viên, Phó đăng ký viên và Cảnh trưởng, bốn người đi đến Văn phòng chánh tòa ở tòa, tuyến đường có cảnh sát cùng luật sư bao quanh. Sau năm 1926, tập quán tham dự lễ nhà thờ ở Nhà thờ Thánh Andrew trước khi kiểm tra nghi trượng đội khôi phục và vào năm 1955 có tin rằng lễ cũng tổ chức ở Nhà thờ Mục tử Nhân lành cho thẩm phán và luật sư Công giáo. Khi Singapore gia nhập Malaysia thì việc làm lễ nhà thờ không là một phần của nghi lễ nữa, nhưng thành viên nghề luật vẫn tham gia lễ đặc biệt không chính thức, sau khi độc lập hoàn toàn vào năm 1965, lễ đặt tên là Lễ khai mạc năm pháp lý, vào năm 1971 lễ tổ chức vào thứ Bảy đầu tiên của tháng 1 lần đầu tiên để trùng hợp với lễ khai mạc Hội nghị lãnh đạo chính phủ Khối thịnh vượng chung ở Singapore, các năm sau cứ theo đó mà tiến hành. Có vẻ cuộc diễu hành của cảnh sát trong khi Chánh tòa kiểm tra nghi trượng đội bãi bỏ vào cuối thập niên 60 hay đầu thập niên 70.

## Thẩm quyền và quyền hành

### Thẩm quyền

#### Tòa án thượng thẩm
Tòa thượng thẩm hành sử chỉ quyền thượng thẩm tố tụng hình sự và dân sự, nghĩa là không có quyền sơ thẩm mà xét xử lần đầu tiên, thường thì tòa xét xử kháng cáo dân sự với phán quyết Tòa cao đẳng, ban hành theo quyền sơ thẩm và phúc thẩm của tòa, nghĩa là phán quyết vụ việc thưa ở Tòa và phán quyết kháng cáo với Tòa sơ thẩm. Tuy nhiên lệ này có nhiều hạn chế, vài phán quyết Tòa cao đẳng không thể kháng cáo, vài chỉ nếu Tòa thượng thẩm cho phép.
Với tố tụng hình sự, Tòa chỉ xét xử kháng cáo với phán quyết Tòa cao đẳng, vụ án do Tòa cao đẳng xét xử theo kháng cáo với Tòa sơ thẩm không thể kháng cáo lên Tòa thượng thẩm, nhưng vấn đề pháp lý có thể nộp Tòa cho giải quyết. Trong phiên tòa sơ thẩm, thay vì đương sự xin thẩm phán trình vụ án lên Tòa cao đẳng thì có thể xin trình lên thẳng Tòa thượng thẩm.

#### Tòa án cao đẳng
Tòa án có quyền sơ thẩm tố tụng hình sự và dân sự, là xét xử lần đầu tiên, một đặc điểm của quyền sơ thẩm là quyền xem xét tư pháp, tòa có quyền kiểm hiến và kiểm pháp.
Ngoài một vài ngoại lệ, Tòa cao đẳng có thẩm quyền xét xử tố tụng với một người cụ thể có giao lệnh triệu tập hay lệnh khác trong hay ngoài Singapore hoặc đã chấp nhận thẩm quyền của Tòa, theo lý thuyết thì quyền sơ thẩm vô hạn, nghĩa là có thể xét xử mọi vụ dù nghiêm túc hay tầm thường đến mấy, nhưng trong thực tế đương sự có thể bị phạt tiền nếu đem vụ án dân sự lên Tòa trong khi thưa ở Tòa sơ thẩm thì đúng hơn. Thường thì tố tụng dân sự phải thưa ở Tòa cao đẳng nếu giá trị yêu cầu vượt quá $250,000, ngoại trừ việc chứng nhận di chúc, tố tụng di chúc thưa ở tòa chỉ nếu giá trị di sản vượt quá $3,000,000 hay vụ việc quan hệ với chứng nhận lại chứng thư di chúc nước ngoài.
Tòa cao đẳng có độc quyền xét xử vụ việc hải sự, phá sản và thanh toán, có thẩm quyền với tố tụng hôn nhân, có quyền chỉ định người giám hộ của trẻ em và người rối loạn tâm thần và ban hành lệnh về tài sản và thân thể của họ, tuy nhiên tố tụng hôn nhân và giám hộ đã giao cho Tòa án huyện xét xử, ngoại trừ tố tụng chia tài sản hôn nhân vượi quá $1,500,000. Tố tụng thưa ở Tòa theo Luật năng lực tâm lý vào hay sau ngày 1 tháng 3 năm 2010 cũng do Tòa huyện xét xử.
Tòa cao đẳng có thẩm quyền xét xử mọi tội phạm ở Singapore và có thể xét xử tội ngoài nước trong trường hợp nhất định, thường xét xử vụ án mà hình phạt là tử hình hay án tù nhiều hơn 10 năm, tòa cũng xét xử kháng cáo với phán quyết Tòa huyện và địa phương trong vụ việc hình sự, dân sự và quyết định vấn đề pháp lý của vụ đặc biệt do Tòa huyện hay địa phương nộp. Ngoài ra, Tòa cao đẳng có quyền giám sát tòa cấp dưới và thẩm quyền tu chính.

### Quyền hành

#### Chung
Tòa cao đẳng hành sử quyền pháp định, như quyền lệnh giữ gìn bằng chức bằng cách thu giữ, giam giữ, thanh tra, chụp hình, lấy mẫu, tiến hành thí nghiệm trước và sau khi tố tụng bắt đầu, quyền chuyển tố tụng sang tòa khác hay chuyển đến và từ tòa cấp dưới và quyền lệnh khám bệnh người có chân trong tố tụng khi tình trạng thể chất hay tâm lý quan trọng với vấn đề tố tụng. Khi xét xử kháng cáo thì Tòa thượng thẩm có mọi quyền hành, nhiệm vụ của Tòa cao đẳng và có "toàn quyền quyết định mọi vấn đề cần phải giải quyết để thi hành công lý với mọi vụ việc ở tòa".
Tòa cao đẳng có quyền cấm đương sự phiền tòa thưa kiện hay tiếp tụng tố tụng mà không có tòa đồng ý, Tổng chưởng lý phải xin ban lệnh và tòa phải chắc chắn rằng người này "thường thường và kiên trì tiến hành tố tụng cùng người hay người khác ở bất kỳ tòa nào mà không có nguyên nhân hợp lý."

#### Quyền quản lý luật sư
Mọi luật sư kết nạp vào Đoàn và mọi thành viên Ngành pháp lý Singapore đều là nhân viên tòa án, vì vậy tòa có vai trò quan trọng với việc kết nạp luật sư và kỷ luật.
Người muốn làm luật sư phải nộp đơn cho Tòa án tối cao, vài luật sư thay mặt thân chủ ở tòa, vài luật sư làm việc phá lý không cãi mà không cần phải ra tòa. Vì nghề luật ở Singapore hợp nhất, chức vị luật sư không phân thành nhiều chức nên người nộp đơn kết nạp vào đoàn có thể làm cả hai việc trên, việc kết nạp do tòa đảm nhiệm theo điều kiện của Luật nghề nghiệp pháp luật, quy định rằng không thể vì giới tính mà từ chối kết nạp. Trừ phi Chánh tòa ban lệnh khác, đơn kết nạp xem xét vào thứ Tư thứ hai trong mỗi tháng, ngoại trừ trong kỳ nghỉ, tòa thường tổ chức "cuộc gọi quần chúng" vào thứ Bảy cuối cùng trong tháng 5 để phục vụ số lượng sinh viên tốt nghiệp lớn từ Khoa luật Đại học quốc lập Singapore và Khoa luật Đại học quản lý Singapore vừa mới hoàn thành đào tạo chuyên nghiệp và xin kết nạp vào đoàn thời gian này trong năm. Nếu có vụ án khó khăn và phức tạp, tòa có thể tạm thời kết nạp Luật sư hoàng gia, bình thường không sinh sống ở Singapore hay Malaysia và có tư cách đặc biệt hay kinh nghiệm để tham gia vụ án. Luật sư, ngoài Luật sư hoàng gia, phải xin Văn phòng đăng ký Tòa án tối cao cấp chứng thư chấp nghiệp mỗi năm.
Phàn nàn về hành vi của luật sư, Hội đồng Hội pháp luật có thể nộp cho ban điều tra do Chánh tòa thành lập, ban điều tra lời phàn nàn và báo cáo cho tòa, Hội đồng, dựa trên báo cáo, có thể không tổ chức điều tra chính thức do không cần thiết mà phạt luật sư hoặc có thể xin Chánh tòa lập ban kỷ luật để chính thức điều tra lời phàn nàn, nếu triệu tập thì xem xét vấn đề và quyết định xem biện pháp kỷ luật đáng hay không, nếu không thì có thể bác bỏ vấn đề và phạt, nhưng nếu đáng thì Hội pháp luật phải xin Tòa án tối cao xét xử vụ việc bằng tòa có ba thẩm phán, có quyền xoá tên khỏi danh sách luật sư, đình chỉ hành nghề không nhiều hơn năm năm, phạt $100,000 hay khiển trách.

## Án lệ

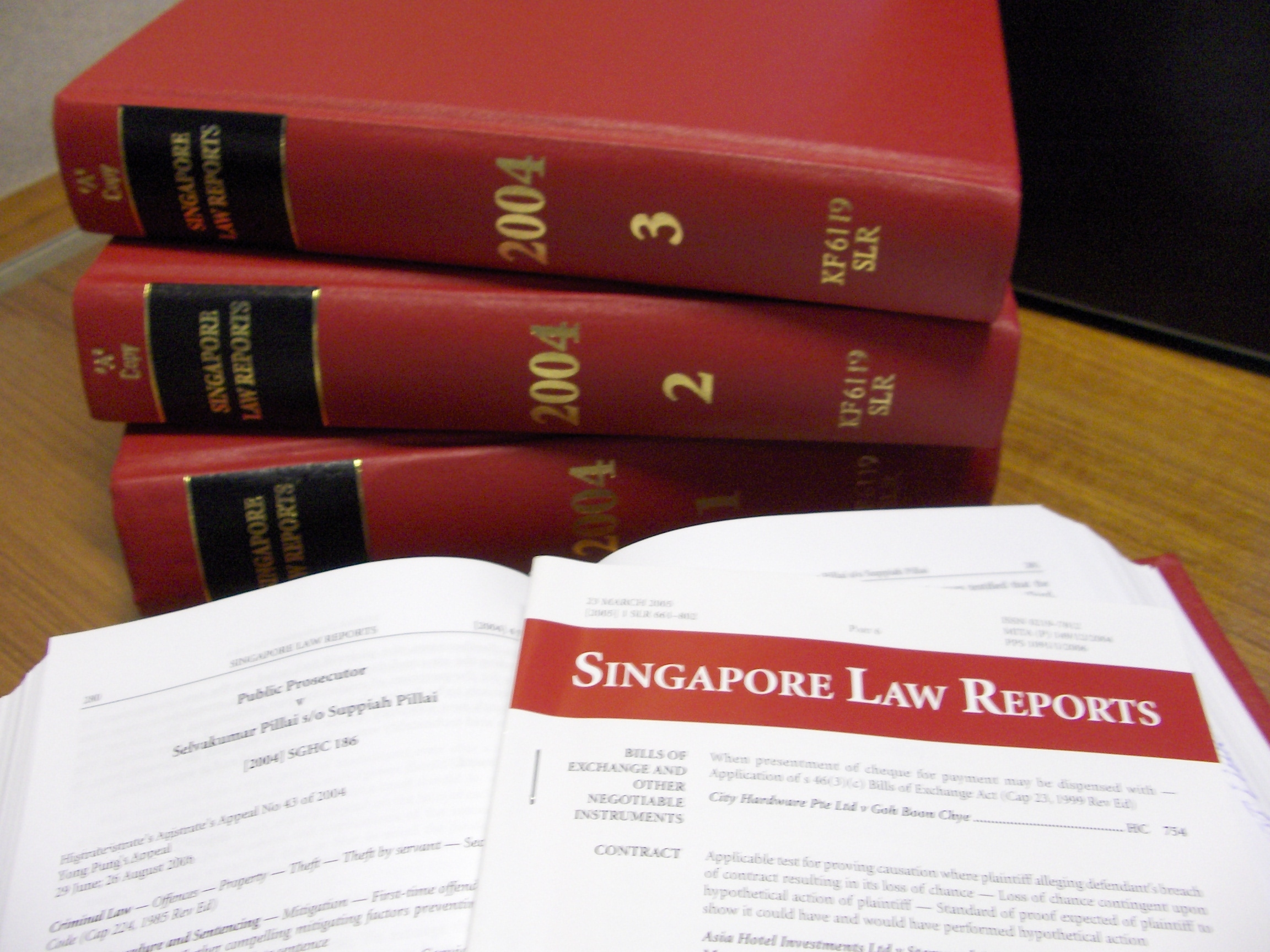
Phiên bản của Báo cáo pháp luật Singapore, là bộ báo cáo pháp luật của nước, bao gồm phán quyết của Tòa hiến pháp Singapore, Tòa thượng thẩm và Tòa cao đẳng

Là tòa án cao nhất ở Singapore và tòa chung thẩm, theo nguyên tắc tiền lệ tư pháp thì phán quyết Tòa thượng thẩm ràng buộc Tòa cao đẳng và Tòa sơ thẩm, dù thẩm phán phản đối lý do của Tòa thượng thẩm trong vụ nhưng vẫn buộc phải áp dụng.
Tòa thượng thẩm trở thành tòa chung thẩm của nước sau khi khả năng kháng cáo lên Viện cơ mật bị bãi bỏ, hữu hiệu từ ngày 8 tháng 4 năm 1994, vào ngày 11 tháng 7 cùng năm thì công bố rằng có thể tự do bất tuân phán quyết chính mình hay của Viện cơ mật
trong trường hợp mà theo phán quyết trước sẽ gây ra bất công hay hạn chế việc pháp luật phát triển theo tình trạng ở Singapore, vì vậy, tuy tòa sẽ tiếp tục xem phán quyết ràng buộc thông thường, tòa sẽ, khi chính đáng, bất tuân. Biết rõ nguy hiểm của việc thay đổi quyền lợi hợp đồng, tài sản và pháp lý khác, tòa sẽ hành sử thận trọng.

Tòa thượng thẩm chứng minh nguyên tắc mới bằng việc "tình trạng chính trị, xã hội và kinh tế của Singapore thay đổi rất nhiều từ khi độc lập, pháp luật nên phản ảnh những thay đổi và giá trị cơ bản của xã hội mà phát triển."
Phán quyết Tòa cao đẳng ràng buộc Tòa huyện và địa phương, nhưng Thẩm phán cao đẳng không phải theo phán quyết cao đẳng trước. Theo lễ nhượng, Thẩm phán cao đẳng sẽ không bất tuân, trừ phi vì lý do chính đáng, đặc biệt nếu phán quyết sống lâu, nếu phán quyết tòa xung đột nhau thì việc phân định đúng sai do Tòa thượng thẩm đảm nhiệm.
Nếu Tổng thống đã thỉnh giáo Tòa hiến pháp về tác dụng của Hiến pháp với dự luật, mọi tòa án không thể thách thức quan điểm về dự luật hay tính hợp hiến của đạo luật bắt nguồn từ dự luật.

## Trang phục tòa án

### Tóc giả
Đến đầu thế kỷ 20, thẩm phán Singapore không luôn đeo tóc giả, có vẻ vì khí hậu nóng nực, trong lá thư ngày 13 tháng 2 năm 1934 đến The Straits Times, tác giả ghi rằng khi đến Malaysia bảy năm trước, ông ngạc nhiên khi phát hiện rằng thẩm phán và luật không đeo tóc giả, theo ông là "một phần quan trọng hay cần thiết của trang phục tòa án". Tuy nhiên, tóc giả bằng lông ngựa đeo vào dịp lễ như lễ khai mạc tòa luân hồi, hai thẩm phán nổi tiếng vì thường thường đeo tóc giả: thẩm phán Earnshaw, đeo tóc giả dài, và Walter Sidney Shaw, Chánh tòa từ 1921 đến 1925, đeo tóc ngắn. Khi nghỉ hưu, Shaw C.J. nói rằng ông giới thiệu tập quán đeo tóc giả ở tòa
không phải vì có ý muốn mặc đồ hoa lệ hay làm bản thân đặc biệt quan trọng, mà do tôi nghĩ rằng nó thường nhắc nhở, không chỉ công chúng và đoàn luật sư, mà còn cả thẩm phán, rằng mình là đại diện của nhóm người kiệt xuất ấy, thẩm phán Anh, là người đã làm rất nhiều để sáng tạo và duy trì quyền lợi người Anh.

Từ tháng 1 năm 1934, thẩm phán bắt đầu thường xuyên đeo tóc giả ở tòa, hầu hết luật sư theo sau, nhưng lâu lâu vẫn có chỉ trích tập quán. Việc đeo tóc giả ngắn đối với luật sư thì tùy ý, luật sư cao cấp thường tán thành.
Ở Lễ khai mạc năm pháp lý vào ngày 5 tháng 1 năm 1991, Chánh tòa Dương Bang Hiếu công bố rằng Hội đồng thẩm phán quyết định tóc giả ngắn ngưng là một phần trang phục tòa án của mọi thẩm phán và luật sư, bao gồm Luật sư hoàng gia, tuy nhiên thẩm phán vẫn phải đeo tóc giả dài trong dịp lễ, hai năm sau tập quán này cũng bị bãi bỏ, Chánh tòa nói rằng trường bào đỏ cùng tóc giả dài "theo nhiều người, không thích hợp cho thẩm phán và ủy viên tư pháp trong nước độc lập", là mục tiêu của nhiều bình luận giễu cợt.

### Trường bào

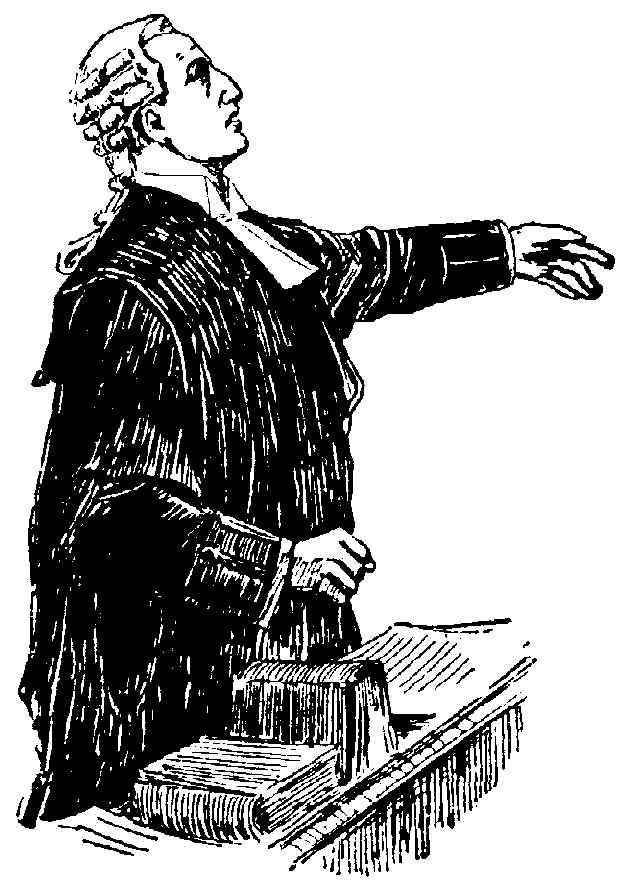
Bức vẽ luật sư Anh thế kỷ 19 mặc trường bào đen có áo cổ cánh, dải cổ và tóc giả

Vào thời kỳ thuộc địa, thẩm phán ở Singapore ăn mặc theo thẩm phán Anh, khoác trường bào đỏ tươi có áo choàng, khăn quàng trên vai, áo có cổ cánh trắng cùng dải cổ (dải lanh bằng hai miếng hình chữ nhật buộc ở cổ), sau này  y phục và lễ phục mà thẩm phán mặc lấy trang phục tòa án Anh làm cảm hứng. Ngày 9 tháng 1 năm 1993, ở Lễ khai mạc năm pháp lý, Chánh tòa công cố rằng thẩm phán sẽ bắt đầu mặc trường bào đen nhẹ ngoài áo trắng bình thường có cổ áo xuống cùng cà vạt, tính khó khăn của việc có được áo trắng có cổ cánh cùng cảm giác trang phục truyền thống không hợp ngành tư pháp của nước độc lập viện dẫn làm lý do thay đổi. Trong dịp lễ như Lễ khai mạc năm pháp lý, Thẩm phán Tòa án tối cao mặc trường bào đỏ có dải đen quanh cổ áo và kéo dài xuống phía trước, dải đen của Chánh tòa có viền vàng.
Chính thức thì luật sư ra tòa mặc bộ đồ tối, áo có cổ cánh, dải và trường bào luật sư Anh, nữ luật sư phải mặc váy. Từ năm 1993, không cần phải có dải và áo cổ cánh, trong phiên tòa công khai thì nam luật sư phải mặc "trường bào hiện có ngoài áo tay dày trắng có cổ hướng xuống, cà vạt màu nhạt, quần tối cùng giày đen hay màu trơn", quần áo nữ luật sư tương tự, ngoại trừ phải mặc "áo tay dài trắng cao đến cổ và tránh đeo trang sức dễ thấy", có thể mặt váy hay quần. Trường bào không phải mặc khi trước thẩm phán và đăng ký viên ở tòa, luật sư cao cấp có thể mặc "trường bào thiết kế theo đồ Luật sư hoàng gia Anh Quốc và Xứ Wales mặc", bằng lụa, lụa và vải hay tơ nhân tạo.

## Trụ sở Tòa án tối cao

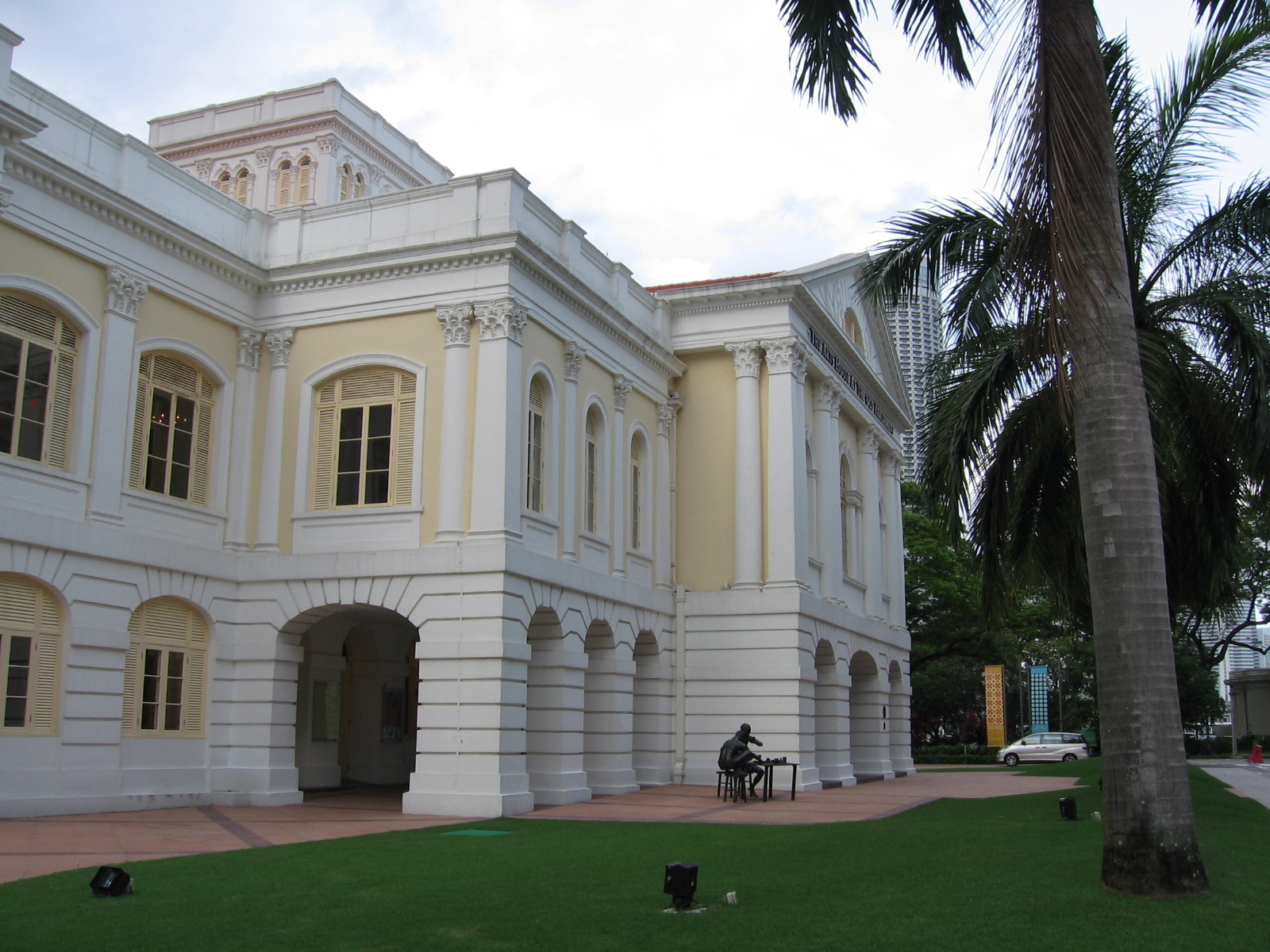
Dinh Maxwell, bây giờ tên là Nhà nghệ thuật, dùng làm pháp đình từ năm 1827 đến 1865 và từ 1875 đến 1939

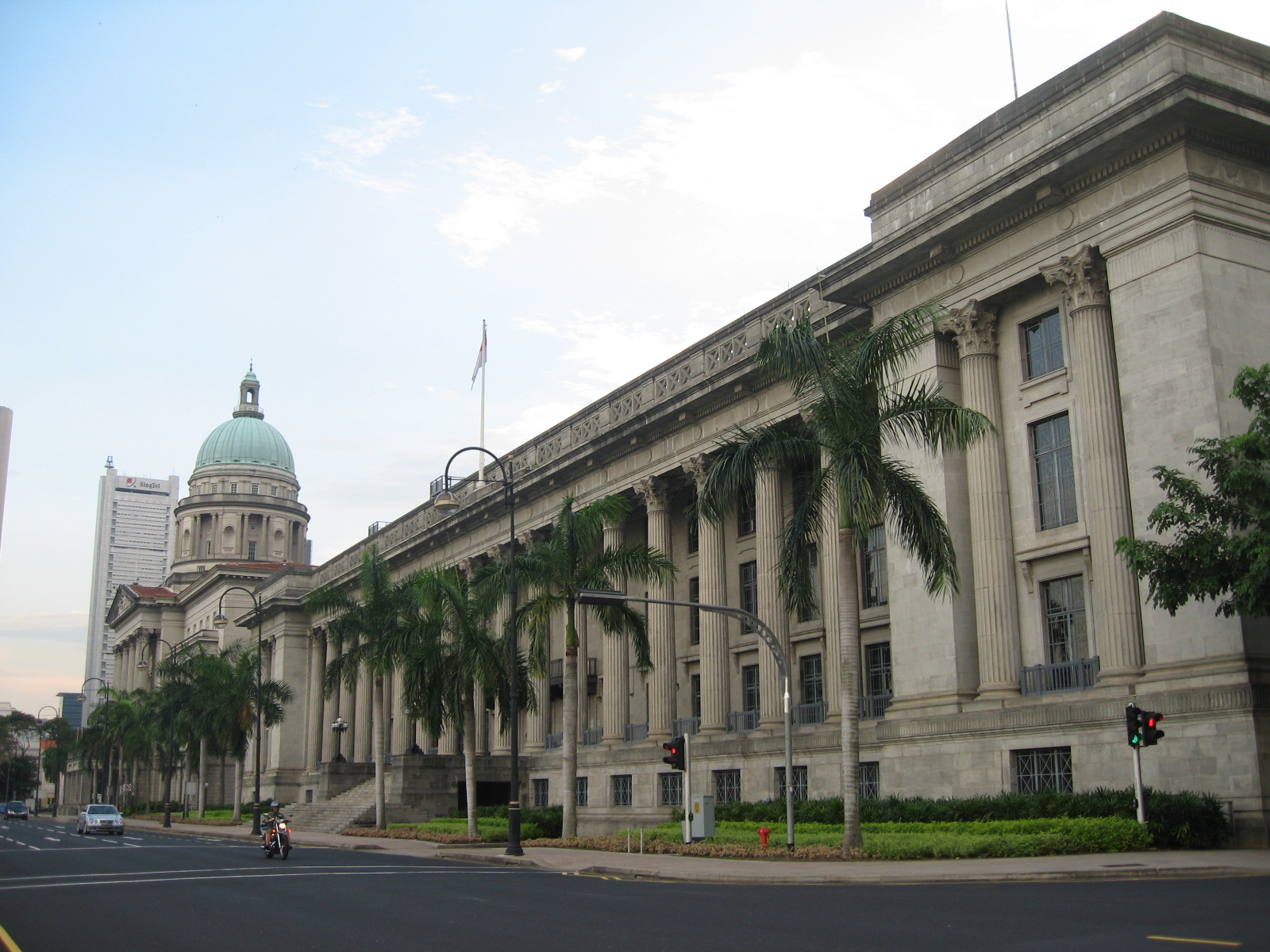
Tối cao pháp viện đại hạ (có vòm) và Tòa thị chính, là nơi Tòa án tối cao ở từ năm 1939 đến 2005

Tòa nhà pháp viện đầu tiên ở Singapore là tòa từng lên là Dinh Maxwell, bây giờ là Nhà nghệ thuật, xây dựng vào năm 1827 làm nơi cư trú cho thương nhân tên là John Argule Maxwell, ông quyết định cho chính quyền thuộc địa thuê theo giá 500 rupee Ấn Độ mỗi tháng trong 15 năm. Phòng trung âm tầng trên đối diện đường High do Tòa án Tân Thành, Singapore và Mã Lục Giác dùng, các phòng khác dùng làm văn phòng chính phủ, vào năm 1839 tòa án chuyển sang nhà mới xây bên cạnh cho chính quyền thuộc địa dùng cả nhà. Maxwell cuối cùng bán căn nhà cho Ngài George Bonham, là Thống đốc Khu thuộc địa eo biển, cùng Công ty Đông Ấn giá 15,600 đô Tây Ban Nha, căn nhà bên cạnh hóa ra không thích hợp để làm pháp đình vì tiếng ồn sân đóng tàu gần nên pháp đình mới ở ven sông Singapore xây dựng năm 1865, bây giờ là phần chủ chốt của Dinh thự nữ hoàng, là nơi Viện bảo tàng văn minh châu Á ở. Tòa án vào ở đến năm 1875, khi mà chuyển sang phần mới của Dinh Maxell, năm 1954 cơ quan lập pháp vào ngụ.
Việc xây dựng pháp đình mới, bây giờ tên là Tối cao pháp viện đại hạ, bắt đầu vào năm 1937 ở khu đất Đại khách sạn châu Âu trên đường Thánh Andrew đối diện sân Padang, ngày 1 tháng 4 năm 1937 Thống đốc đặt viên đá tảng, bấy giờ lớn nhất ở Malaysia, dưới có viên nang thời gian gồm sáu tờ báo của ngày 31 tháng 3 năm 1937 cùng vài đồng xu Khu thuộc địa, đào lên vào năm 3000. Trụ sở Tòa án tối cao Thống đốc khánh thành ngày 3 tháng 8 năm 1939 và giao cho Chánh tòa ngày Percy McElwaine, ban đầu Trụ sở có bốn đình, thêm bảy theo thời gian. Khi không đủ vì số lượng công việc của tòa bùng phát, theo Chánh tòa Hoàng Tông Nhân sáu pháp đình thêm xây dựng ở Tòa thị chính cạnh bên năm 1986, thêm sáu cái nữa năm 1988.

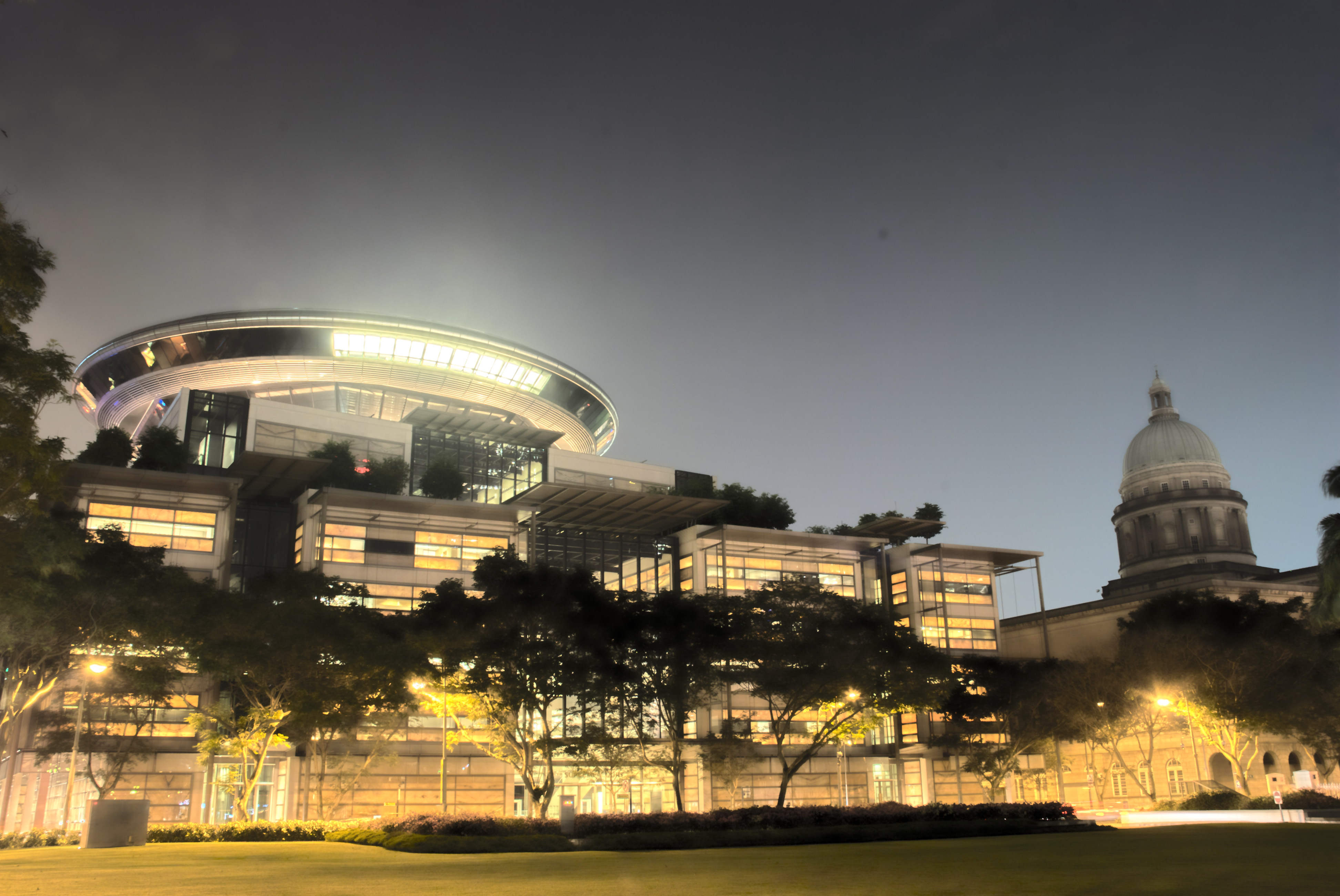
Trụ sở Tòa án tối cao mới và cũ vào ban đêm

Trụ sở Tòa án tối cao hiện tại ở số 1 đường Tòa án tối cao (trước là đường Tòa Colombo) phía sau trụ sở cũ xây dựng từ năm 2002 đến 2005, chiếm 72,000 mét vuông và do công ty thiết kế Anh Foster and Partnet cùng công ty tư vấn thiết kế địa phương CPG Corporation thiết kế. Trụ sở phủ bằng tấm đá cẩm thạch Bồ Đào Nha trong suốt và việc sử dụng kính rộng rãi ở trung đình, giếng trời và trục thang máy tượng trưng cho tính minh bạch của pháp luật. Công việc bắt đầu tiến hành vào ngày 20 tháng 6 năm 2005, phiên tòa đầu tiên ngày 27 tháng 6 và Tổng thống S.R. Nathan chính thức khánh thành ở Lễ khai mạc năm pháp lý ngày 7 tháng 1 năm 2006. Có 12 tòa hộ, tám tòa hình và ba tòa thượng thẩm, Tòa cao đẳng xét xử trong pháp đình từ tầng hai đến tầng sáu, Tòa thượng thẩm ở tầng chín trong cấu trúc hình đĩa, là hình dung hiện đại của mái vòm Tối cao pháp viện đại hạ, đại diện tính vô tư của công lý.

### Công việc khác
- Chionh, Mavis (2005), "The Development of the Court System", trong Kevin Y L Tan (biên tập), Essays in Singapore Legal History, Singapore: Singapore Academy of Law; Marshall Cavendish Academic, tr. 93–138, ISBN 978-981-210-389-5.
- History, Supreme Court of Singapore, ngày 21 tháng 5 năm 2010, Bản gốc lưu trữ 19 tháng 7 2011, truy cập 30 tháng 12 2010.
- Kwek, Mean Luck [et al.], biên tập (2006), Hall of Justice: Supreme Court Singapore, Singapore: Supreme Court of Singapore, ISBN 978-981-05-5356-2.
- Yong, Pung How (1996), "Speech Delivered at the Opening of the Legal Year 1993, 9 January 1993", trong Hoo Sheau Peng; Lee Shen Dee; Phang Hsiao Chung; See Kee Oon (biên tập), Speeches and Judgments of Chief Justice Yong Pung How, Singapore: FT Law & Tax Asia Pacific, tr. 71–82, ISBN 978-981-3069-07-7.

### Bài viết
- Faizah binte Zakaria (ngày 5 tháng 4 năm 2011), Supreme Court, Singapore Infopedia, National Library Board, Bản gốc lưu trữ 15 tháng 6 2011, truy cập 25 tháng 4 2011.
- Singapore court system, Law Society of Singapore, Bản gốc lưu trữ 9 tháng 2 2010, truy cập 26 tháng 12 2009.
- Tan, Eugene; Chan, Gary (ngày 13 tháng 4 năm 2009), "The Judiciary", The Singapore Legal System, Singapore Academy of Law, Bản gốc lưu trữ 17 tháng 10 2010, truy cập 26 tháng 12 2009.
- Wee, D. Y. T. [et al.] (ngày 18 tháng 7 năm 2006), "Singapore New Supreme Court Building – Marrying Form and Function", The Structural Engineer: Journal of the Institution of Structural Engineers, 84 (14): 17–21.

### Sách
- Chan, Helena H[ui-]M[eng] (1995), "The Judiciary", The Legal System of Singapore, Singapore: Butterworths Asia, tr. 41–68, ISBN 978-0-409-99789-7.
- The Supreme Court and Subordinate Courts of Singapore: A Charter for Court Users, Singapore: Supreme Court of Singapore & Subordinate Courts of Singapore, 1997, OCLC 224717046.
- Supreme Court Singapore: Excellence into the Next Millennium, Singapore: Supreme Court of Singapore, 1999, ISBN 978-981-04-1266-1.
- Supreme Court Singapore: The Re-organisation of the 1990s, Singapore: Supreme Court of Singapore, 1994, ISBN 978-9971-88-426-0.
- Tan, Kevin Y[ew] L[ee] (2011), "Without Fear or Favour: The Judiciary", An Introduction to Singapore's Constitution , Singapore: Talisman Publishing, tr. 107–131, ISBN 978-981-08-6456-9.
- Tan, Kevin Y[ew] L[ee]; Thio, Li-ann (2010), "The Judiciary", Constitutional Law in Malaysia and Singapore (ấn bản thứ 3), Singapore: LexisNexis, tr. 505–630, ISBN 978-981-236-795-2.
- Thian, Yee Sze; Chong, Chin Chin; Lim, Sharon (2002), In Session: Supreme Court Singapore: The Building, her Heritage and her People, Singapore: Supreme Court of Singapore, ISBN 978-981-04-7671-7.
- Thio, Li-ann (2012), "The Judiciary", A Treatise on Singapore Constitutional Law, Singapore: Academy Publishing, tr. 451–567, ISBN 978-981-07-1515-1.

### Serials
- Singapore Academy of Law Annual Review of Singapore Cases, Singapore: Singapore Academy of Law, 2001–2025, ISSN 0219-6638.
- Singapore Law Reports, Singapore: Singapore Academy of Law, 1965–2025, ISSN 0218-3161.